# Hendon F.C.

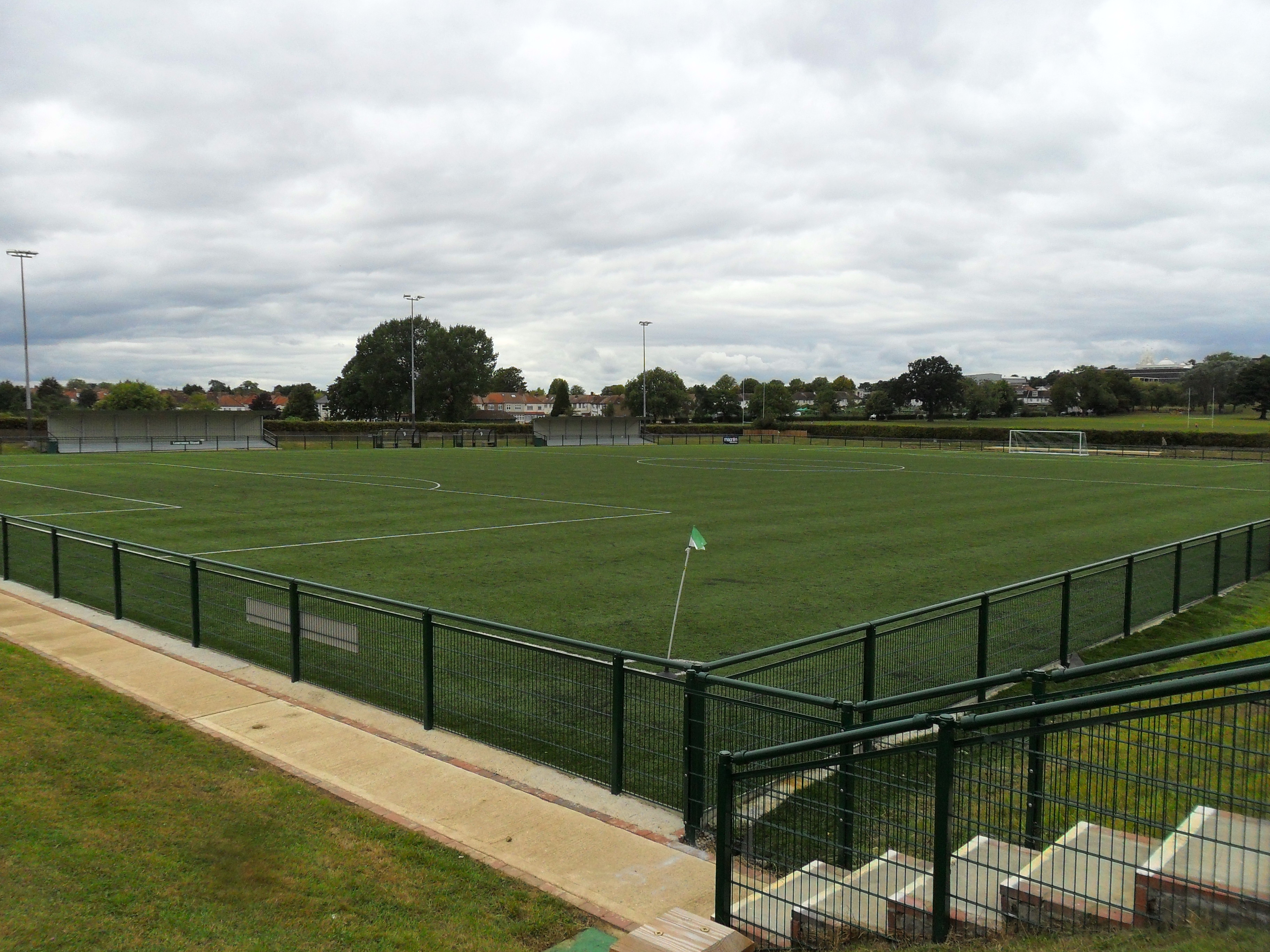
Sân vận động Silver Jubilee, tháng 9 năm 2016

Hendon FC là một câu lạc bộ bóng đá bán chuyên nghiệp có trụ sở tại Kingsbury, Khu Brent của Luân Đôn, Anh. Đội bóng hiện thi đấu tại Southern League Premier Division South và có sân nhà ở Silver Jubilee Park.

## Danh hiệu
- European Amateur Champions
  - Nhà vô địch mùa giải 1972–73
- FA Amateur Cup
  - Nhà vô địch các mùa giải 1959–60, 1964–65, 1971–72
- Isthmian League
  - Nhà vô địch các mùa giải 1964–65, 1972–73
  - Nhà vô địch Full Members Cup các mùa giải 1994–95, 1997–98, 1998–99[2]
  - Nhà vô địch League Cup các mùa giải 1976–77, 2014–15[3]
- Athenian League
  - Nhà vô địch các mùa giải 1952–53, 1955–56, 1960–61
- London League
  - Nhà vô địch Premier Division (Amateur) mùa giải 1913–14
- United Senior League
  - Nhà vô địch mùa giải 1918–19
- Finchley & District League
  - Nhà vô địch Division One mùa giải 1910–11
  - Nhà vô địch Division Two mùa giải 1909–10
  - Nhà vô địch Division Three mùa giải 1908–09
- Middlesex League
  - Nhà vô địch các mùa giải 1912–13, 1913–14
- London Senior Cup
  - Nhà vô địch các mùa giải 1963–64, 1968–69, 2008–09, 2011–12, 2014–15, 2019–20[2]
- Middlesex Senior Cup
  - Nhà vô địch các mùa giải 1933–34, 1938–39, 1955–56, 1957–58, 1959–60, 1964–65, 1966–67, 1971–72, 1972–73, 1973–74, 1985–86, 1998–99, 2001–02, 2002–03, 2003–04, 2017–18[2]
- Middlesex Intermediate Cup
  - Nhà vô địch các mùa giải 1964–65, 1966–67, 1972–73[2]
- Middlesex Charity Cup
  - Nhà vô địch các mùa giải 1921–22, 1926–27, 1935–36, 1944–45, 1945–46, 1946–47, 1947–48, 1953–54, 1956–57, 1975–76, 1976–77, 1978–79, 1984–5, 1987–88[2]
- London Intermediate Cup
  - Nhà vô địch các mùa giải 1962–63, 1964–65, 1972–73, 1975–76, 1979–80[2]
- George Ruffell Memorial Shield
  - Nhà vô địch các mùa giải 2001–02, 2003–04[2]

## Thống kê
- Kỷ lục khán giả đến sân: 9,000 người trong trận đấu với Northampton Town, Vòng một FA Cup mùa giải 1952[4]
- Cầu thủ ra sân nhiều nhất: Bill Fisher, 787 lần (1940–1964)[4]
- Cầu thủ ghi bàn nhiều nhất: Freddie Evans, 176 bàn (1929–1935)[4]
- Chiến thắng đậm nhất: 13–1 trước Wingate, Middlesex Senior Cup, 2 tháng 2 năm 1957[4]
- Thất bại đậm nhất: 11–2 trước Walthamstow Avenue, Athenian League, 9 tháng 11 năm 1935[4]
- Phí chuyển nhượng kỷ lục nhận được: 30,000 bảng từ Luton Town cho cầu thủ Iain Dowie, mùa giải 1988[4]